# Tonny de Jong

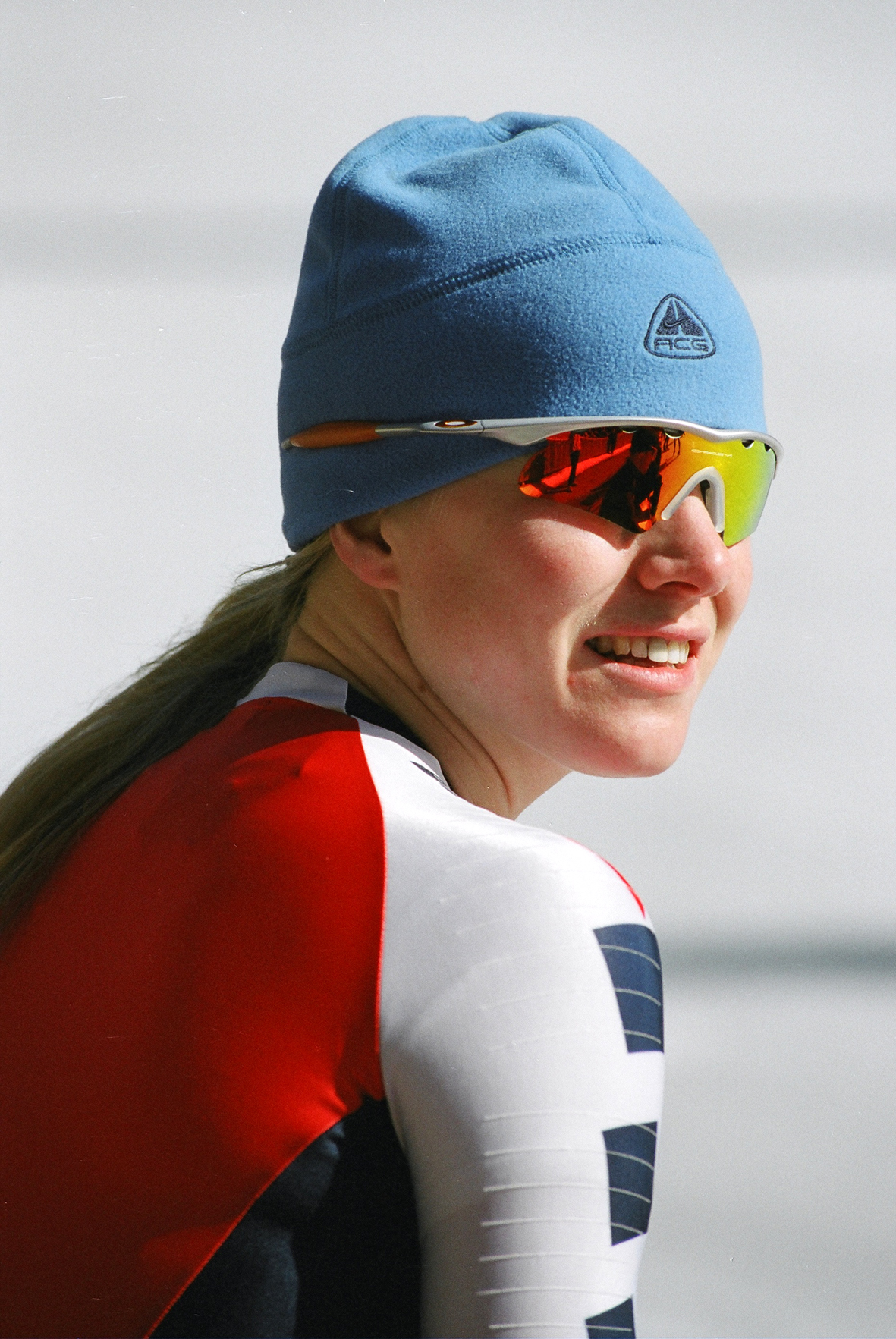
Tonny de Jong

Tonny de Jong (* 17. Juli 1974 in Scharsterbrug, Provinz Friesland) ist eine ehemalige niederländische Eisschnellläuferin.
In den Jahren 1997 und 1999 wurde sie jeweils Allround-Europameisterin. Sie war die erste Läuferin, die bei Wettkämpfen mit Klappschlittschuhen antrat.
Nach den Olympischen Winterspielen 2002 in Salt Lake City beendete sie ihre Laufbahn.
Sie lebt nun zusammen mit ihrem Ehemann Mark Knoll, einem ehemaligen Eisschnellläufer, in Kanada.
Im März 2002 posierte sie in der niederländischen Ausgabe des Playboys.